# 27412 Teague
27412 Teague è un asteroide areosecante. Scoperto nel 2000, presenta un'orbita caratterizzata da un semiasse maggiore pari a 2,4040965 UA e da un'eccentricità di 0,1340493, inclinata di 23,42909° rispetto all'eclittica.
L'asteroide è dedicato all'astrofilo britannico Thomas Teague.